# 马利维·华盛顿
（1969年6月20日—）是一位美國職業網球運動員。生涯最高單打世界排名為第11位。他曾經在1996年的溫布頓網球錦標賽上打入決賽，但負於理查德·克拉吉塞克。他還獲得過4項ATP巡迴賽冠軍。

## 大满贯

### 男單亞軍 (1)
| 年份 | 比賽     | 場地 | 決賽對手   | 對手國籍 | 勝方比分      |
| ---- | -------- | ---- | ---------- | -------- | ------------- |
| 1996 | 温布尔登 | 草地 | 克拉吉塞克 | 荷蘭     | 6-3, 6-4, 6-3 |

## 外部連結
- 马利维·华盛顿（英文/西班牙文）的官方資料
- 马利维·华盛顿的國際網球總會 職業／青少年 官方資料（英文）
- 马利维·华盛顿的官方資料（英文）